# 市村直樹
市村 直樹（いちむら なおき、1973年〈昭和48年〉8月9日 - ）は、日本の俳優。神奈川県横浜市出身。アール・クルー所属。以前は円谷プロダクション芸能部、宝映テレビプロダクションに所属していた。

## 来歴・人物
神奈川県横浜市で生まれ、会社員の父の転勤に伴い、熊本や茨城と横浜を行き来する。
映画『グーニーズ』のキー・ホイ・クァンを日本人と勘違いし、外国映画に出演したいと俳優への道を志す。ドラマ『うちの子にかぎって』等に出演し人気を博していた高橋良明にあこがれ、彼が所属していた東京宝映テレビ（現、宝映テレビプロダクション）に研究生として入所。『オヨビでない奴!』（1987年）で高橋と共演。念願の対面だったが、高橋は主役、自分はエキストラの様な存在という現実に愕然とする。正式なデビュー作品は、オーディションで木村拓哉の後輩役に選ばれた『松葉杖のラガーマン』（1991年）。19歳の時、東京アクターズスタジオに入所。同スタジオでの大山勝美、石橋冠、堀川とんこうとの出会いが、その後の活動に影響を与えている。
NHK教育テレビ『なぜなぜ日本』の主人公・ナオキ役（1997〜2001年）を担当する。映画『バッシュメント』（2005年）ではオカマ役を演じた。日本映画テレビプロデューサー協会アクターズセミナー賞受賞。

## 出演作品

### 映画
- よし!僕がやる(1991年・岩波映画・瀬藤祝監督）早川義一役
- ULTRAMAN(2004年・松竹・小中和哉監督）陸自特殊部隊通信兵役
- 修羅の門(2004年・村上劇画プロ・石原興監督）尾形組員役
- バッシュメント(2005年・シネハウス・布川敏和監督）蘭丸役
- 大決戦!超ウルトラ8兄弟(2008年・松竹・八木毅監督）横浜市観光局員役
- ロストパラダイス・イン・トーキョー(2009年・シネバザール・白石和彌監督）遠藤役

### テレビドラマ
- 愛してるよ!先生（1990年・TBS・中山史郎監督）不良中学生役
- 松葉杖のラガーマン（1991年・TBS月曜ドラマスペシャル・広瀬襄監督）浅田役
- イカれた主婦の反乱（1991年・CX男と女のミステリー・牛窪正弘監督）江川秀夫役
- 七人の女弁護士（1991年・EX・吉田啓一郎監督）最終回・不良少年役
- 白馬岳殺意の峰（1991年・NTV火曜サスペンス劇場・岡屋龍一監督）登山仲間役
- 電光超人グリッドマン（1993年・TBS・村石宏實監督）楽器店の客役
- 取調室（1994年・NTV火曜サスペンス劇場・鷹森立一監督）宮本役
- オ・ト・ナにして（1994年・EX・関根義一監督）石田裕二郎役
- 新宿鮫 無間人形（1995年・NHK-BS・石橋冠監督）売人役
- 3番テーブルの客（1996年・CX・福本義人監督）タキシード役
- 兄弟（1999年・EXテレビ朝日開局40周年記念スペシャル番・石橋冠監督）森田役
- 29歳の憂うつ パラダイスサーティー（2000年・EX土曜ナイトドラマ・堀川とんこう監督）最終話・守役
- はみだし刑事情熱系PART4（2000年・EX・中野昌宏監督）23話90分SP・梅田道雄役
- 茂七の事件簿 ふしぎ草紙（2001年・NHK金曜時代劇・石橋冠演出）鰹売り役
- 巡査－埼玉県警黒瀬南署の夏－（2001年・BS-i・高橋一郎監督）新聞記者役
- ウルトラマンコスモス（2002年・MBS・原田昌樹監督）山崎研究員役
- 茂七の事件簿 新ふしぎ草紙（2002年・NHK金曜時代劇・一色隆演出）三次役
- お見合い放浪記（2002年・NHKよるドラ・片岡敬司演出）ウェイター役
- 女将になります!（2003年・NHKよるドラ・堀川とんこう演出）後輩 橋本役
- 夢みる葡萄（2003年・NHK月曜ドラマシリーズ・大友啓史演出）第三話・ピアノマン 林役
- 広域捜査官 楠錬三郎3（2003年・EX土曜ワイド劇場・中野昌宏監督）キャッチセールスの男役
- ドリーム〜90日で1億円〜（2004年・NHKよるドラ・石橋冠演出）原宿タウン誌編集長役
- コスメの魔法（2004年・TBS愛の劇場35周年特別企画・中村金太監督）田中ヒロシ役
- ウルトラQ dark fantasy第9話「午前2時の誘惑」（2004年・TX・原田昌樹監督）植田誠役
- 囚人のジレンマ（2004年・TBS月曜ミステリー劇場 横山秀夫サスペンス・榎戸耕史監督）記者 山口哲夫役
- 殺人リプレイ（2005年・EX土曜ワイド劇場・中野昌宏監督）巡査 早川弘役
- 深追い（2005年・TBS月曜ミステリー劇場 横山秀夫サスペンス・榎戸耕史監督）新聞記者役
- 獄窓記（2005年・TBS水曜プレミア・大岡進監督）毎朝新聞記者役
- 倉敷殺人事件（2006年・CX金曜エンタテイメント内田康夫旅情サスペンス・武藤数顕監督）勝浦修二役
- 新美味しんぼ（2007年・CX土曜プレミアム・浜本正機監督）煮干しを知らない男役
- 東京、天気雨（2007年・韓国SBS・李準衡監督）ホテルフロントマン役
- 松本清張特別企画 不在宴会 死亡記事の女（2008年・TX水曜ミステリー9 松本清張特別企画・榎戸耕史監督）谷役
- シリウスの道（2008年・WOWOWドラマW・石橋冠監督）本多役
- かりゆし先生ちばる!（2009年・TX Lドラ）沼田篤役
- ルビコンの決断大塚製薬ポカリスエット編（2009年・TX経済ドキュメンタリードラマ）田中二郎役
- 一応の推定（2009年・WOWOWドラマW・堀川とんこう監督）佐藤刑事役
- 血痕 警科研・湯川愛子の鑑定ファイル3（2010年・TBS月曜ゴールデン・堀川とんこう監督）舟木修二役
- ルビコンの決断ヤマハPAS編（2010年・TX経済ドキュメンタリードラマ）生熊克巳役
- エンゼルバンク〜転職代理人（2010年・EX・片山修）第1話 体育教師役
- もしも明日…三日間戦争（2010年・NHK・榎戸崇泰）坂本進役
- ルビコンの決断関さば編（2010年・TX経済ドキュメンタリードラマ）近藤二郎役
- ビート（2011年・WOWOWドラマW・奥田瑛二監督）松岡刑事役
- 人間昆虫記（2011年・WOWOWミッドナイト☆ドラマ・白石和彌監督）JBE社員役
- 江〜姫たちの戦国〜37回「千姫の婚礼」、38回「最強の乳母」、最終回「希望」（2011年・NHK大河ドラマ・伊勢田雅也、野田雄介演出）勅使役
- 愛・命 〜新宿歌舞伎町駆け込み寺〜（2011年・テレビ朝日・ドラマスペシャル石橋冠監督）

### テレビ番組
- とってもラッキーマン（1994〜1995年・TX）とってもラッキーネットワーク ラッキーマン役
- アッコにおまかせ!（1995〜1999年・TBS）アシスタント
- なぜなぜ日本（1997〜2001年・NHK-ETV）ナオキ
- 旅専科・土浦周辺 水郷筑波国定公園の旅（1999年・TCM）リポーター
- DO フィッシングヘラブナ（2000年・TCM)リポーター
- ケイコとマナブchフットサル勝利の方程式（2001年・Sky PerfecTV)リポーター
- ウルバラM78（2002〜2003年・ep放送）ナレーション
- ビックカメラ おすすめイチオシ情報（2005〜2009・BS11）家電アドバイザー

### 舞台
- 太陽はもう泣かない（1987年・劇団フジ第68回公演・砂防会館ホール）永田正和役
- 十一人の少年（1998年・演劇集団山崎組・東京芸術劇場小ホール1）主演
- 銀色の少年（2004年・円谷劇団旗揚公演・東京芸術劇場小ホール1）準主演 井澤崇役
- じゅわっと（2006年・円谷劇団第二回公演・博賓館劇場）常磐木源役

### オリジナルビデオ
- ウルトラセブン ダーク・サイド（2002年・バップ・円谷プロ） - ムラカミ職員役

### CF
- グリルビーフ・エスニカン・辛みそソース・バターしょうゆ（1992年・カルビー）
- ホットヌードル スパイスボーイズ編（2000〜2001年・東洋水産）
- NTTDocomo504i 踊る504i編（2002年・Docomo九州）
- 三井不動産オフィスビル（2004年・三井不動産）
- オルトラン（2005〜2006年・アリスタライフサイエンス）
- HOME'S 探し続けた男編（2005〜2006年・ネクスト）
- ゴールドクレスト 月の使者編（2006〜2007年・ゴールドクレスト）
- 東京インテリア 時を越えて伝わるモノ編（2010年・東京インテリア）
- SUBARU EyeSight（アイサイト） （2010〜2011年・富士重工業）
- 発泡断熱（君津住宅）